# Listă de scriitori români - Ș

## Scriitori români - Ș
| - Șandru, Mircea Florin - Șerban, Corneliu - Șerban, Geo - Șerbu, Valentin | - Șincai, Gheorghe - Șlapac, Florin - Șolea, Marius Marian | - Șora, Mihai - Ștefănescu, Alex - Șerbescu, Oana - Mihaela |